# Wildbakers

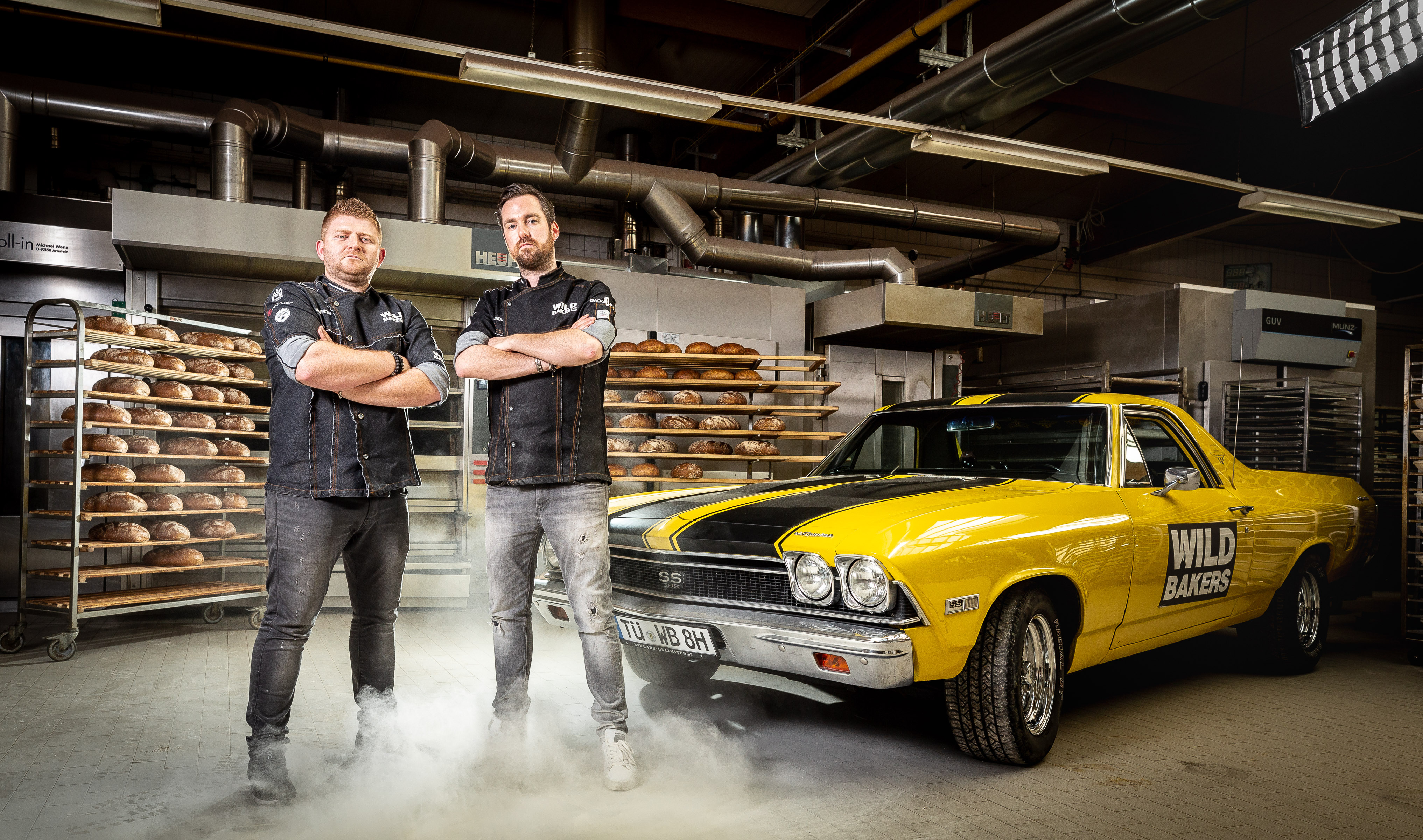
Die Wildbakers

Die Wildbakers sind ein Team aus zwei Bäckermeistern, beide aus Baden-Württemberg. Das Team Wildbakers wurde im Jahr 2012 Deutscher Meister des Bäckerhandwerks und waren Mitglied der Bäckernationalmannschaft. Sie haben ein Backbuch publiziert, das im Sommer 2019 in die 9. Auflage ging. Die Wildbakers veranstalten Showback-Events, Backseminare und ein Bühnenprogramm. Sie haben im SWR-Fernsehen ein eigenes Format mit dem Titel Brotzeit mit den Wildbakers.

## Die Wildbakers
Das Team Wildbakers besteht aus zwei Personen:
- Jörg Schmid, Jahrgang 1984, Bäckermeister und Betriebswirt des Handwerks, derzeit in vierter Generation als Bäckermeister im Betrieb seiner Eltern in Gomaringen tätig.
- Johannes Hirth, Jahrgang 1985, Bäckermeister und Betriebswirt des Handwerks, derzeit in vierter Generation als Bäckermeister im Betrieb seiner Eltern in Bad Friedrichshall tätig.

Im Jahr 2008 besuchten beide die Bäckermeisterschule an der Akademie Deutsches Bäckerhandwerk Weinheim, wo sie sich kennenlernten und gemeinsam die Meisterprüfung absolvierten.

## Philosophie
Das Ziel der Wildbakers ist es, das in den Augen der Gesellschaft aus ihrer Sicht etwas angestaubte Bäckerhandwerk wieder zu dem zu machen, was es aus deren Sicht ist: ein vielfältiges, innovatives und modernes Handwerk, zu dem einiges an Können und Fachwissen gehört. Sie verstehen sich als die „jungen Wilden“ des Bäckerhandwerks. Um die Philosophie zu leben, werden zahlreiche Aktionen durchgeführt, von Medienauftritten bis zu Erlebnisbackkursen.

## Gewinn der Deutschen Meisterschaft
Der Zentralverband des Deutschen Bäckerhandwerks e. V. organisiert alle drei Jahre auf der weltgrößten Bäckerfachmesse Internationale Bäckereiausstellung (iba) eine Meisterschaft, zu der sich Zweierteams von Bäckermeistern anmelden und im Rahmen von Vorentscheidungen für das Finale qualifizieren können, das in offen einsehbaren Wettbewerbsbackstuben ausgetragen wird. Bei der iba 2009 in Düsseldorf schaffte das Team „Wildbakers“ den Vorentscheid für das Finale. Dort wurde der 4. Platz erreicht. Der 1. Platz ging an zwei Bäckermeister aus Sachsen. Bei der iba 2012 in München traten die Wildbakers nochmals an und schafften erneut den Sprung ins Finale. Diesmal erreichte man den 1. Platz, damit die Deutsche Meisterschaft.

## Mitglied der Bäckernationalmannschaft
Die Bäckernationalmannschaft des Zentralverbandes des Deutschen Bäckerhandwerks e. V. tritt bei internationalen Backwettbewerben an. Durch den Sieg bei der Deutschen Meisterschaft 2012 haben sich die Wildbakers Jörg Schmid und Johannes Hirth für die Bäckernationalmannschaft qualifiziert und wurden aufgenommen. Sie haben bis zum Herbst 2018 aktiv mitgewirkt und wirken derzeit noch im Ehemaligenteam bei repräsentativen Anlässen mit.

## Buchautoren
Im September 2016 ist im Gräfe und Unzer Verlag ein Brotbackbuch für Endverbraucher erschienen mit dem Titel "Wildbakers: von zweien, die auszogen, das perfekte Brot zu backen" (ISBN 9783833855269) erschienen, das derzeit (Okt. 2019) in 9. Auflage verkauft wird. Zudem haben die beiden Wildbakers beim Brotbackbuch der Deutschen Bäckernationalmannschaft "BROT" mitgewirkt, das ebenfalls bei Gräfe und Unzer (Teubner Edition, ISBN 9783833855375) erschienen ist.
Aufgrund des enormen Erfolges ihres ersten Backbuches haben die Wildbakers im August 2019 ihr zweites Backbuch bei Gräfe und Unzer herausgebracht, mit dem Titel "Wildbakers on Tour: Unterwegs zum besten Brot" (ISBN 3833868619).

## Bühnenshow
Seit dem Jahr 2015 sind die Wildbakers gelegentlich bei Live-Bühnenshows zu erleben, u. a. bei der Bundesgartenschau 2019 Heilbronn und in der Stadthalle Detmold (Oktober 2019).

## Wildbakers in den Medien
Schon vor dem Gewinn der Deutschen Meisterschaft wurden Medien auf die Wildbakers aufmerksam. So hat das Team für die Sendung „Galileo“ das „teuerste Brot der Welt“ kreiert. Für das ZDF  wurde ein "Riesenschokokeks" als Weltrekordversuch hergestellt.
Im Jahr 2017 haben die Wildbakers ein eigenes Format in der ARD-Senderfamilie bekommen, mit dem Titel "Brotzeit mit den Wildbakers". Die bislang 4 Folgen je 45 min wurden vom SWR zur Primetime im dritten Programm ausgestrahlt und mehrfach wiederholt. Zu den TV-Berichten über die Wildbakers gehören u. a. folgende:
- Erste Folge der mehrteiligen Doku-Serie "Brotzeit - Mit den Wildbakers unterwegs" in der ARD Mediathek (SWR)
- Umfangreicher Beitrag zur Deutschen Meisterschaft 2012 bei „Abenteuer Wissen- täglich wissen“ (Kabel 1)
- Bericht bei Pro 7 Galileo über das teuerste Brot Deutschlands
- Bericht im ZDF zur Aktion „Riesenschokokeks“
- [22590448_Wildbakers-starten-interaktive-Backshow-als-Werbung-fuer-das-Handwerk.html/ Bericht von der Wildbakers Bühnenshow in der Stadthalle Detmold]

## Auszeichnungen
In Würdigung ihrer Erfolge wurde den Wildbakers am Rande der Internorga Gastromesse der "GastroStern 2018" verliehen.